# Einige Monate in meinem Leben
Einige Monate in meinem Leben: Oktober 2022 – März 2023 (französisch: „Quelques mois dans ma vie Octobre 2022 – Mars 2023“) ist ein Buch von Michel Houellebecq, das am 24. Mai 2023 über den französischen Verlag Flammarion erschienen ist. In diesem verarbeitet er seine Erfahrungen mit dem Künstlerkollektiv Kirac.

## Vorgeschichte und Entstehung des Buches
Michel Houellebecq kam durch eine Anfrage der Gruppe Kirac für eine Vernissage in Berührung mit der Gruppe. Er interessierte sich sehr für das Projekt einer damals 23-jährigen OnlyFans-Nutzerin namens Jini van Rooijen, die dem Kollektiv angehörte und in früheren Dokumentarfilmen der Gruppe mit teils expliziten Hardcore-Porno-Szenen auftauchte. Houellebecq wollte im Rahmen eines Dokumentarfilms, der von Regisseur Stefan Ruitenbeek gedreht werden sollte, mehrere pornografische Szenen mit ihr und weiteren Frauen drehen. Auch seine Frau beteiligte sich an dem Projekt und soll das Drehbuch geschrieben haben. Der Film wurde an sechs Tagen in Paris und Amsterdam gedreht. Bei den Sexszenen sollen sowohl seine Ehefrau als auch er Masken getragen haben. Am Ende verweigerte Houellebecq die Zustimmung zur Verwendung auf OnlyFans, die er van Rooijen zugesichert hatte. Houellebecq distanzierte sich in der weiteren Folge von dem Projekt, jedoch lag ein gültiger Vertrag vor, den er unterschrieben hatte.
Im Januar 2023 schließlich erschien ein Trailer mit einer Sexszene, die Houellebecq zeigte. Zunächst klagte Houellebecq vor einem französischen Gericht gegen diesen. Jedoch verlor er diesen ersten Prozess. Anschließend klagte er vor einem niederländischen Gericht gegen die Veröffentlichung des Films, scheiterte jedoch auch dort in erster Instanz. Ende März legte er Berufung ein. In einem weiteren Urteil wurde Kirac dazu verpflichtet, den fertigen Film Houellebecq vorzulegen. Daraufhin wurde der Trailer offline genommen.
Im Gespräch mit seinen Freunden, dem Schauspieler Gerad Depardieu und dem Philosophen Bernard-Henri Lévy, wurde er ermutigt, offen mit den Geschehnissen umzugehen und dies literarisch zu bearbeiten. Er begann mit den Arbeiten am Buch am 31. März 2023. Am 24. Mai 2023 veröffentlichte er das Buch. Eine deutsche Übersetzung von Stephan Kleiner erschien im Juli 2023 im Kölner Verlag DuMont.

## Inhalt
Wie der Titel andeutet, erzählt Houellebecq seine Version der Begebenheiten um den Amateurporno für das Kollektiv Kirac und OnlyFans, die sich in manchen Punkten von den in den Gerichtsprozessen geäußerten Umständen unterscheidet. Die 103 Seiten des Buches nutzt er für eine Mischung aus Rechtfertigung und Beleidigung. Die tatsächlichen Namen der Protagonisten kommen nicht vor. Für die Frauen benutzt er die Namen „truie“ (Sau) und „dinde“ (Pute), Regisseur Ruitenbeek bezeichnet er als „cafard“ (Kakerlake). Die Richter wiederum, die zu seinen Ungunsten entschieden, werden als „kleine Erbsen“ bezeichnet. Zudem äußert er sich despektierlich über die sexuellen Fähigkeiten von van Rooijen. Er vergleicht sich zudem mit einer vergewaltigten Frau.
Im Buch abgedruckt wurde auch der Vertrag, den er mit den Filmemachern geschlossen hatte.

## Kritiken
Obwohl das Buch die ersten Monate nur auf Französisch vorlag, wurde es auch in der deutschen Öffentlichkeit breit diskutiert. In einen Spiegel-Artikel nannte Carola Padtberg das Buch „erbärmlich“. Es strotze vor „Selbstgerechtigkeit und Frauenhass“. Da Houellebecq jedoch die größere Bühne und die Unterstützung seines Verlages habe, wäre es möglich, dass er „in seiner moralisch glitschigen Kampfzone deshalb doch noch als Sieger dastehen“ würde.
In ihrem Kommentar zum Buch schrieb Julia Encke in der Frankfurter Allgemeinen Zeitung, Michel Houellebecq habe „sein schlechtestes Buch geschrieben: autobiographische Jammerprosa mit Porno-Elementen.“ Die Opfernummer sei lächerlich und zynisch.

## Ausgaben
- Erstausgabe; Quelques mois dans ma vie Octobre 2022 – Mars 2023. Flammarion, Paris 2023, ISBN 978-2-0804-3580-4.
- Deutsch: Einige Monate in meinem Leben : Oktober 2022 – März 2023. Übersetzung von Stephan Kleiner. DuMont, Köln 2023, ISBN 978-3-8321-6831-5.